# توماس هوروكس أوبنشاو
توماس هوروكس أوبنشاو (17 مارس 1856 - 17 نوفمبر 1929) كان جراح إنجليزي في العصر الفيكتوري والإدواردي كان له دور في قضايا جرائم القتل التي فعلها جاك السفاح عام 1888.

## من إنجازاته
في عام 1926 أسس قسم لجراحه العظام في مستشفى لندن، وأصبح جراح استشاري.